# Número de documento de identidad
El Número de documento de identidad (NDI), número de documento o número de serie, es el número identificatorio único e irrepetible que identifica un documento para un individuo. Por ejemplo, está impreso como un número separado en los documentos de identidad o pasaportes alemanes. Aunque estos contienen caracteres alfanuméricos con los nuevos documentos de identificación emitidas desde noviembre de 2010, todavía se los menciona como números en la ley de documentos de identificación y en la ley de pasaportes (2 PAuswG, sección 4, párrafo 1) continúan siendo referidos como números (Sección 2, Sección 4 Párrafo 1).

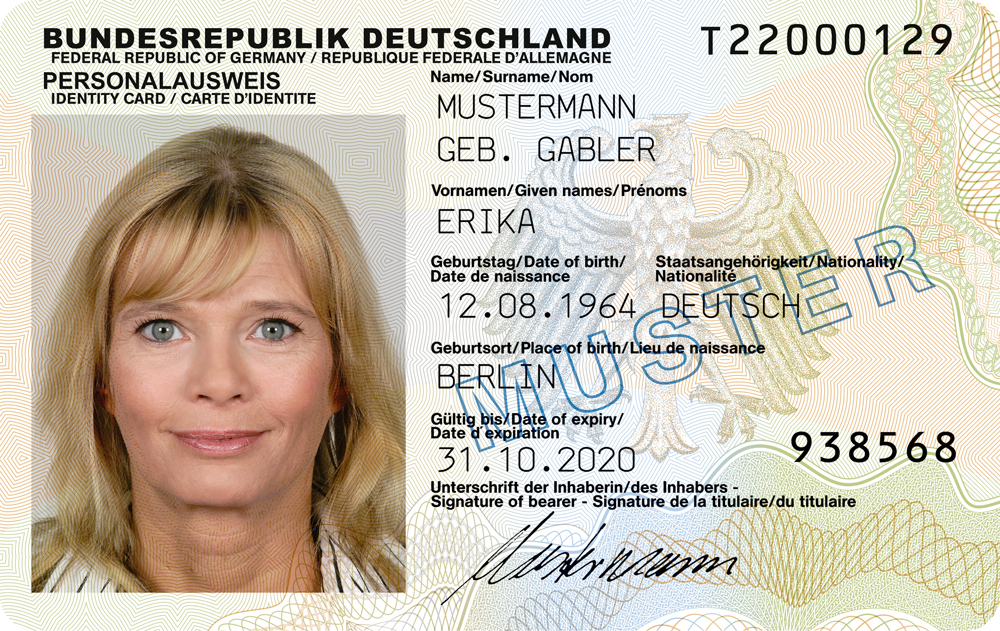
Documento de identidad emitida en Alemania entre el 1 de noviembre de 2010 al 18 de diciembre de 2019.

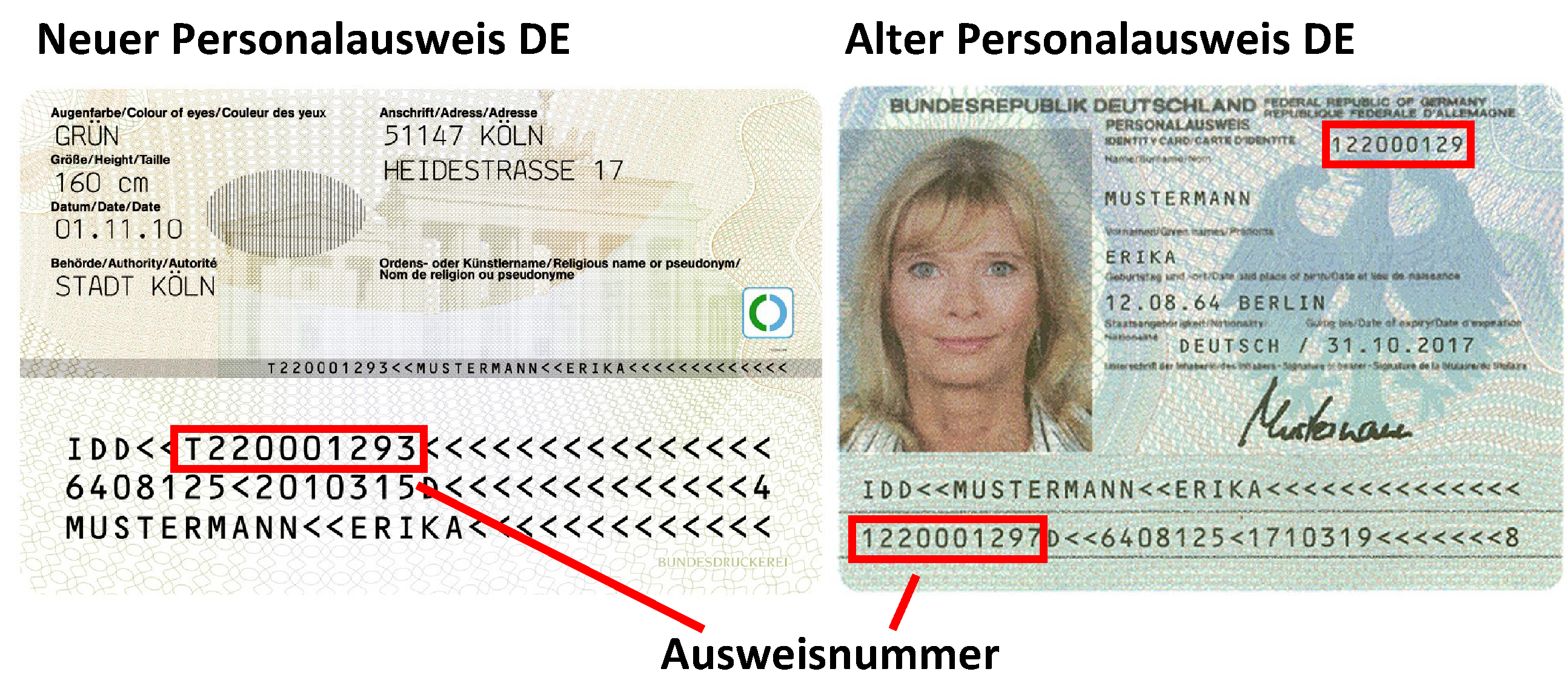
Números del documento de identidad en el reverso del (nuevo) documento de identidad alemán válido desde noviembre de 2010 y en el anverso del (antiguo) documento de identidad alemán válido hasta octubre de 2010. (Precaución:A la izquierda, el dígito de control está mal enmarcado).

Junto con los dígitos de control adicionales y los datos del titular del documento, se obtiene el número de identificación o código del documento de identidad o pasaporte.